# Equisetum scirpoides
Prêle faux-scirpe
Espèce
Statut de conservation UICN

 LC  : Préoccupation mineure
Equisetum scirpoides, la Prêle faux-scirpe, est une espèce de plantes herbacées de la famille des Equisetaceae (prêles). Son aire de répartition est circumboréal (dans les zones plus fraîches de l’hémisphère nord). On la trouve à l'état sauvage dans les zones nordiques : en Scandinavie, au nord de l'Asie et en Amérique du Nord (Canada, Alaska).
Cette plante est très proche morphologiquement de la Equisetum variegatum (la prêle panachée), elle s'en distingue par sa taille plus petite (inférieur à 20 cm) et par ses tiges non-creuses.
Son nom commun, « faux-scirpe », et son épithète spécifique, scirpoides, proviennent du scirpe, dont l’apparence générale est semblable.